# Монік Нейхейс
Монік Нейхейс (нід. Moniek Nijhuis, 20 березня 1988) — нідерландська плавчиня.
Учасниця Олімпійських Ігор 2012 року.
Призерка Чемпіонату світу з плавання на короткій воді 2014 року.
Призерка Чемпіонату Європи з водних видів спорту 2014 року.
Чемпіонка Європи з плавання на короткій воді 2004, 2005, 2008, 2009, 2010, 2015 років, призерка 2003, 2013 років.